# Beck (Adelsgeschlecht)

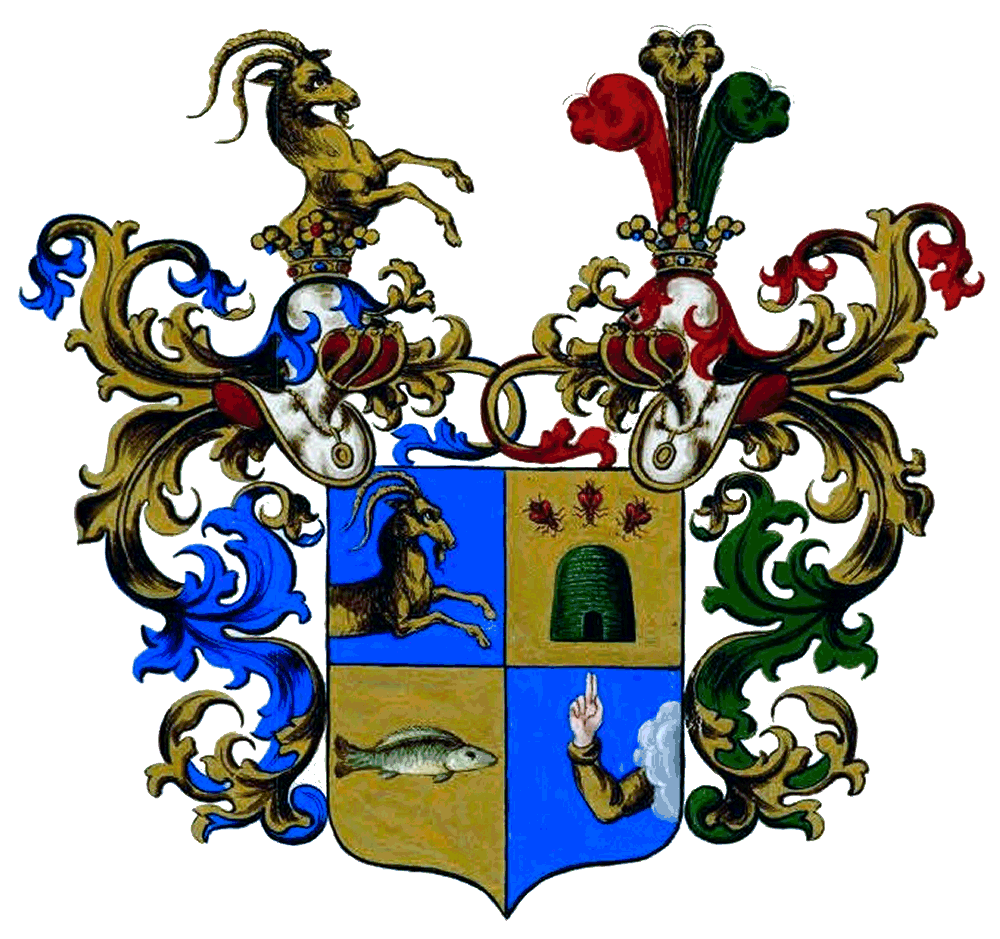
Wappen der Beck von Schwörburg (1854)

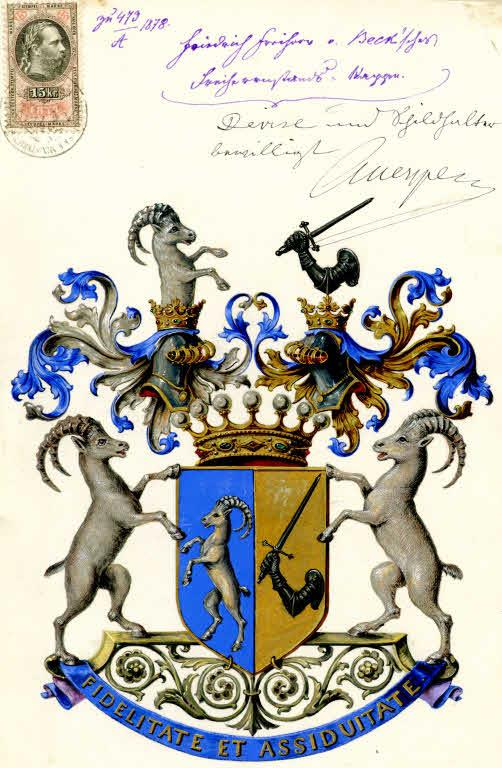
Wappen derer von Beck-Rzikowsky (1861)

Beck (auch Beck-Rzikowsky und Beck von Schwörburg) ist der Name einer 1884 in den badischen Adelsstand erhobenen Familie. 

## Geschichte
Diese Familie stammte aus dem Allgäu und begann die direkte Stammreihe mit dem Landwirt Peter Beck (* 1657 in Rottach bei Immenstadt im Allgäu; † 1752 ebenda). Später siedelten die Nachkommen in die Reichsstadt Gengenbach um. Die Erhebung in den badischen erblichen Adelsstand erfolgte am 4. Februar 1884 in Karlsruhe für Dr. med. Bernhard Beck, königlich preußischer Generalarzt 1. Klasse, Korpsarzt des XIV. Armeekorps. Die preußische Genehmigung folgte in Berlin am 10. März 1884.
Zur Familie gehören auch die Zweige Beck-Rzikowsky und Beck von Schwörburg. Ersterer erhielt 1861 den österreichischen Ritterstand, 1878 den Freiherrenstand und 1906 den Grafenstand. Die Namensvereinigung mit den Freiherren von Rzikowsky von Dobrzicz erfolgte 1913 in Wien. Die Beck von Schwörburg wurden 1854 in den österreichischen Ritterstand erhoben und führen ein anderes Wappen.

## Wappen
Blasonierung der Stammlinie: Gespalten, rechts geteilt, oben in Silber ein auf der Teilung stehender, von drei (1, 2) aufgerichteten goldenen Bienen überhöhter goldener Bienenkorb, unten in Silber eine wachsende Flachsstaude mit drei braunen Blüten, links in Braun ein springender silberner Steinbock mit goldenen Hörnern. Auf dem Helm mit braun-goldenen Decken der Bock wachsend.

## Namensträger
- Bernhard von Beck  (1821–1894), deutscher Chirurg und Generalarzt im Rang eines Generalmajors
- Else von Beck (1888–?), deutsche Malerin und Bildhauerin
- Ferdinand von Beck (1850–1933), preußischer Generalleutnant
- Richard von Beck (1851–1909), preußischer Generalleutnant
- Bernhard von Beck (1863–1930), deutscher Chirurg und Universitätsprofessor.